# Filiation (Zisterzienser)
Die Filiation (lateinisch filia ‚Tochter‘) war ein wesentliches Kennzeichen der straffen zentralistischen Führungsstruktur des Zisterzienserordens, aber auch anderer Orden. Tochterklöster blieben ihrem Mutterkloster verbunden und konnten ihrerseits wieder Ausgangspunkt von Filialgründungen werden. Dadurch ergaben sich im Laufe der Jahrhunderte viele bedeutende Filiationsreihen, die sich bis zu ihrem Ursprung Cîteaux zurückverfolgen lassen. Das Prinzip war in der Carta Caritatis aus dem 12. Jahrhundert niedergelegt.
Die ersten vier Filialklöster der Abtei Cîteaux – und damit des Zisterzienserordens überhaupt – waren die vier Primarabteien: La Ferté (1113), Pontigny (1114), Morimond und Clairvaux (beide 1115).

## Kongregationen
Bedingt durch die weite geographische Ausbreitung des Ordens und die damit verbundene Schwierigkeit einer zentralen Führung wurden schon seit dem Spätmittelalter nationale Kongregationen gegründet.
- 1425 Kongregation von Kastilien
- 1497 Kongregation des hl. Bernhard in Italien
- 1567 Portugiesische Kongregation
- 1616 Kongregation der Krone von Aragon
- 1618 Oberdeutsche Kongregation
- 1623 Römische Kongregation

Endgültig aufgelöst wurde die auf der Filiation beruhende Struktur durch die Französische Revolution mit der Zerschlagung der Stammklöster in Frankreich sowie die Säkularisation im Europa des 19. Jahrhunderts. Allein in Österreich blieben Reste erhalten.
Heute besteht der Zisterzienserorden allgemeiner Observanz aus verschiedenen Kongregationen, z. B. der Mehrerauer Kongregation, an deren Spitze ein gewählter Abtpräses steht. An der Spitze des Gesamtordens steht der vom Generalkapitel gewählte Generalabt mit Sitz in Rom auf dem Aventin.
Bei den zahlenmäßig stärkeren Zisterziensern strengerer Observanz (Trappisten) hat sich das Filiationsprinzip erhalten. An deren Spitze steht ein ebenfalls gewählter Generalabt mit Sitz in Rom, der noch den Titel Erzabt von Cîteaux trägt.

## Andere Orden und Kongregationen
Dem Beispiel der Zisterzienser folgend, übernahmen auch andere Orden dieses Prinzip, vor allem der 1120 von Norbert von Xanten gegründete Prämonstratenserorden, aber auch die cluniazensischen Benediktiner. Ähnlich verfuhren auch einige Kongregationen, zum Beispiel die Elisabethinnen.